# Gmina Lubáň
Gmina Lubáň (polsky Gmina Lubań) je polská vesnická gmina v okrese Lubáň v Dolnoslezském vojvodství. Sídlem gminy je město Lubáň. V roce 2020 zde žilo 6 569 obyvatel.
Gmina má rozlohu 142,3 km² a zabírá 33,3 % rozlohy okresu. Skládá se z 13 starostenství.

## Části gminy
Starostenství
Henryków Lubański, Jałowiec, Kościelnik, Kościelniki Dolne, Mściszów, Nawojów Łużycki, Nawojów Śląski, Pisarzowice, Radogoszcz, Radostów Dolny, Radostów Górny, Radostów Średni, Uniegoszcz